# Лома Куата, Ла Кумбре де Лома Куата (Меститлан)
Лома Куата, Ла Кумбре де Лома Куата (шп. Loma Cuata, La Cumbre de Loma Cuata) насеље је у Мексику у савезној држави Идалго у општини Меститлан. Насеље се налази на надморској висини од 2100 м.

## Становништво
Према подацима из 2005. године у насељу је живело 6 становника.

### Хронологија
| Година       | 2000 | 2005 |
| ------------ | ---- | ---- |
| Становништво | 10   | 6    |

### Попис
| # | Индикатор                        | Вредност |
| - | -------------------------------- | -------- |
| 1 | Укупно појединачних домаћинстава | 2        |